# Хэнд, Брэд
Брэдли Ричард Хэнд (англ. Bradley Richard Hand, 20 марта 1990, Миннеаполис, Миннесота) — американский бейсболист, релиф-питчер клуба Главной лиги бейсбола «Нью-Йорк Метс». Трёхкратный участник Матча всех звёзд.

## Карьера
В 2008 году Брэд закончил старшую школу в Часке. В том же году был задрафтован клубом «Флорида Марлинс» во втором раунде. В 2011 году выступал в AA-лиге за «Джэксонвилл Санс», откуда 6 июня был вызван в основной состав команды. Дебютировал в игре против «Атланты». Всего в чемпионате 2011 года сыграл 12 игр в стартовом составе, одержав одну победу при восьми поражениях и показателе ERA 4,20.
Сезон 2012 года он провёл в AAA-лиге в составе «Нью-Орлеан Зефирс» за исключением вызова на одну игру с «Вашингтон Нэшионалс». Ещё одну игру за основной состав «Марлинс» он сыграл в апреле 2013 года, после чего получил травму и пропустил около месяца. В сентябре Хэнда вновь перевели в главную команду и до конца сезона он вышел на поле в шести играх.
В 2014 году клуб включил его в основной состав в качестве лонг-реливера. В мае Брэд получил травму и пропустил два месяца. После возвращения в состав его также стали выпускать на поле стартовым питчером. Весной 2015 года на сборах Хэнд готовился к выступлениям в амплуа стартового питчера, но в ротацию был включён только в августе. Всего в сезоне 2015 года он одержал четыре победы при шести поражениях с ERA 5,68 в качестве стартового питчера. 3 апреля 2016 года, в конце предсезонных сборов, клуб отчислил Брэда из состава.
Восьмого апреля он подписал контракт с «Сан-Диего Падрес» и быстро закрепился в составе команды. В сезоне 2016 года Хэнд стал шестым реливером в истории «Падрес», сделавшим 100 страйкаутов за сезон.
В 2017 году Брэд был приглашён для участия в Матче всех звёзд, в котором провёл совершенный седьмой иннинг. По итогам июля он также был назван лучшим реливером месяца в Национальной лиге. После обмена Брэндона Морера, Хэнд начал играть в качестве клоузера команды и в оставшейся части сезона сделал 21 сейв.
В январе 2018 года он продлил контракт с клубом ещё на три сезона. Сумма соглашения составила 19,75 млн долларов. В первой половине сезона Хэнд провёл на поле 43,1 иннинга, сделав в них 64 страйкаута, и сделал 24 сейва. В июле он получил приглашение на второй подряд для себя Матч всех звёзд. На следующий день после игры, 19 июля, Хэнд вместе с Адамом Симбером был обменян в «Кливленд Индианс». После перехода он провёл на поле 27,2 иннинга с показателем пропускаемости 2,28. Он усилил буллпен «Индианс», бывший одним из худших в лиге, хотя упустил две возможности для сейва из десяти, а скорость его фастбола снизилась. В регулярном чемпионате 2019 года Хэнд сыграл в 60 матчах и сделал 34 сейва. Он улучшил показатель среднего числа сделанных страйкаутов в девяти иннингах до 13,2. При этом он провёл неудачный игровой отрезок с конца июня до конца августа, по ходу которого не реализовал пять возможностей для сейва из двенадцати. Также по ходу сезона Брэд начал хуже играть против игроков, отбивающих с правой стороны. В сокращённом из-за пандемии COVID-19 сезоне 2020 года он стал лидером Главной лиги бейсбола по количеству сделанных сейвов. После его окончания Хэнд получил статус свободного агента. В январе 2021 года он подписал однолетний контракт на 10,5 млн долларов с клубом «Вашингтон Нэшионалс».
В регулярном чемпионате 2021 года Хэнд сыграл за «Вашингтон» 42 2/3 иннинга с пропускаемостью 3,59. Тридцатого июля клуб, имевший невысокие шансы на выход в плей-офф, обменял его в «Торонто Блю Джейс» на кэтчера Райли Адамса. В составе команды он сыграл всего в одиннадцати матчах, потерпев два поражения при показателе пропускаемости 7,27. Тридцать первого августа «Блю Джейс» выставили его на драфт отказов, через два дня Хэнд перешёл в «Нью-Йорк Метс».